# 曼達安人

曼達安人

曼達安人是信奉曼达安教的一个族教群体，他们视施洗者约翰为最后一位先知，可能是最早施行施洗和信奉诺斯底主义的宗教群体。目前，全球约有6万到8万名曼達安人。